# Henri Leclerc
Henri Leclerc (* 5. Oktober 1870; † 15. März 1955) war ein französischer Arzt und Autor. Er führte den Begriff Phytotherapie für die naturwissenschaftliche Fortsetzung der Pflanzenheilkunde ein.

## Leben
Henri Leclerc lebte und praktizierte in Paris. Er veröffentlichte zahlreiche Aufsätze in der medizinischen Zeitschrift La Presse médicales, aus denen 1922 sein Buch Précis de phytothérapie entstand (Handbuch der Phytotherapie). Den Begriff Phytotherapie verwendete er erstmals 1913. Eric Frederick William Powell führte ihn 1934 in die englische Sprache ein und Rudolf Fritz Weiss wenig später in das Deutsche.
Leclerc unterschied bereits zwischen einer naturwissenschaftlich orientierten und einer traditionellen Pflanzenheilkunde.

## Schriften (Auswahl)
- Les sternutatories à travers les siècles. In: Janus. Band 21, 1916, S. 254–262.
- La médecine des signatures magiques. In: Janus. Band 23, 1918, S. 5–28.
- Précis de phytothérapie: essais de thérapeutique par les plantes françaises. Elsevier Masson, 1999. Erstausgabe 1922. ISBN 2-225-85870-5
- L'Aubépine: "Cratoegus oxycantha". Son histoire, ses propriétés thérapeutiques. Monnoyer, 1922.
- La livèche. In: Janus. Band 37, 1933, S. 281–292.
- La Sauge: "Salvia officinalis". Monnoyer, 1934.
- mit Paul Peyre, Henri Queuille: Sur l'olivier, l'histoire et la légende, les chantres de l'olivier, l'arbre, ses-fruits, son huile, usages médicaux et pharmaceutiques. Jouve, 1938.
- Les fruits de France et les principaux fruits des colonies: historique, diététique et thérapeutique. 2. Auflage, Amédée Legrand et Cie, Paris 1947.
- mit François Decaux: Formulaire de phytothérapie. 2. Auflage, Amédée Legrand et Cie, Paris 1956.